# Сини Вітчизни
«Сини Вітчизни» — радянський художній фільм-драма 1968 року режисера Латіфа Файзієва, знятий на кіностудії «Узбекфільм».

## Сюжет
Фільм-триптих з трьох новел: «Люди однієї долі», «Брехня», «Істина» — розповідь різних людей про одну й ту ж подію.
В середині 1960-х років проходить виставка картин намальованих в німецьких концтаборах в'язнями. На одному з портретів вчителька Олена Салімова впізнає свого чоловіка Іскандера. Організатор виставки німець з ФРН Йоганн Культшер запевняє її, що на портреті зовсім інша людина — ув'язнений № 12128 єврей Марк Гельц, відомий гамбурзький художник-графік, який загинув у концтаборі, — це його автопортрет, і в особовій справі ув'язненого є його фотографія.
Олена їде в ФРН, щоб зустрітися з жінкою від якої отримана фотографія — Хільдою Гайнц, яка працювала фотографом в концтаборі Шпільхаузен. У неї виявляється картина у тому ж стилі, що і автопортрет, підписана «Іскандер Салімов»… Хільда розповідає свою версію подій, що відбулися тоді. Потім на Олену виходить колишній мулла концтабору — його історія прояснює те, що трапилося в таборі, але не до кінця, і тільки розмова з колишнім в'язнем табору дозволяє встановити істину.

## У ролях
- Людмила Хитяєва — Олена Салімова, вчителька
- Ієва Мурнієце — Хільда Гайнц, фотограф концтабору, есесівка
- Нодар Шашик-огли — Іскандер Салімов, в'язень концтабору
- Володимир Корєнєв — Марк Гельц, він же «Німий», в'язень концтабору
- Закір Мухамеджанов — Батиров, мулла концтабору
- Альгімантас Масюліс — Штумпф, комендант концтабору
- Альберт Філозов — Отто фон Тальвіг, гауптштурмфюрер
- Ігор Класс — офіцер-есесівець, начальник охорони
- Олег Хроменков — охоронник-есесівець
- Лев Жуков — німецький солдат
- Станіслав Фесюнов — Ганс Саліндорф, в'язень концтабору
- Набі Рахімов — Вахабов, в'язень концтабору
- Ульмас Аліходжаєв — «Фокусник», в'язень концтабору
- Мірза Дадабаєв — «Сідий», в'язень концтабору
- Туган Режаметов — в'язень концтабору
- Джавлон Хамраєв — в'язень концтабору
- Ісамат Ергашев — в'язень концтабору
- Рошель Мордухаєв — в'язень концтабору
- Абдусалом Рахімов — в'язень концтабору
- Юозас Урманавічюс — Іоганн Культшер, організатор виставки з ФРН
- Шукур Бурханов — скульптор
- Марьям Якубова — відвідувачка музею
- Лютфі Саримсакова — відвідувачка музею
- Маннон Убайдуллаєв — епізод
- Хікмат Латипов — епізод

## Знімальна група
- Режисер — Латіф Файзієв
- Сценаристи — Сарвар Азімов, Микола Рожков
- Оператор — Олександр Григор'єв
- Художник — Наріман Рахімбаєв